# Masters de París
El Masters de París es un torneo oficial de tenis que se disputa anualmente en París, Francia. Este torneo forma parte de la Serie Masters 1000 del circuito masculino de la ATP, correspondiéndose al último Masters 1000 que se disputa del año. 
Por lo general, este es el último torneo del año y el que sirve de preparación para las ATP Finals, que marca el final de la temporada. Debido a su principal patrocinador, el nombre oficial del torneo es Rolex París Masters, aunque también se le suele llamar París Indoor o Paris-Bercy. Antes de adoptar la denominación de Masters Series a principios de los años 1990, el torneo se conocía con el nombre de Abierto de París.
Ilie Năstase, Andre Agassi, Roger Federer y Novak Djokovic son los únicos jugadores individuales que han ganado los dos torneos parisinos (Bercy y Roland Garros). Năstase, Agassi y Djokovic son los únicos tres que han conseguido el doblete en una temporada, y Djokovic lo ha hecho dos veces.También, el serbio es el jugador individual más exitoso en la historia del torneo con siete títulos y es el único jugador que defendió con éxito el título (2013-2015).

## Historia
El torneo evolucionó a partir del  French Covered Court Championships sobre canchas cubiertas. A partir de la Era Abierta, se celebró en el Stade Pierre de Coubertin hasta 1982.En 1989 se actualizó al Grand Prix Tennis Circuit (Grand Prix Super Series). Desde el 2025, se disputará en el Paris La Défense Arena.
El evento suele ser el último torneo del calendario antes de las ATP Finals que ponen fin a la temporada. Hasta la temporada 2006 se disputó sobre moqueta, pero a partir de la temporada 2007 se comenzó a jugar sobre superficie dura para favorecer que los mejores tenistas disputaran el torneo, ya que en anteriores ediciones hubo bajas significativas de las principales figuras del circuito.La superficie solía ser una de las canchas más rápidas del mundo, lo que premiaba el tenis de ataque audaz, pero desde 2011 ha seguido la desaceleración general de la mayoría de las canchas del circuito.

## Palmarés

### Individual masculino
| Año                       | Campeón            | Subcampeón         | Resultado               |
| ------------------------- | ------------------ | ------------------ | ----------------------- |
| ↓ Circuito Grand Prix ↓   |                    |                    |                         |
| 1972                      | Stan Smith         | Andrés Gimeno      | 6-2, 6-2, 7-5           |
| 1973                      | Ilie Năstase       | Stan Smith         | 4-6, 6-1, 3-6, 6-0, 6-2 |
| 1974                      | Brian Gottfried    | Eddie Dibbs        | 6-3, 5-7, 8-6, 6-0      |
| 1975                      | Tom Okker          | Arthur Ashe        | 6-3, 2-6, 6-3, 3-6, 6-4 |
| 1976                      | Eddie Dibbs        | Jaime Fillol       | 5-7, 6-4, 6-4, 7-6      |
| 1977                      | Corrado Barazzutti | Brian Gottfried    | 7-6, 7-6, 6-7, 3-6, 6-4 |
| 1978                      | Robert Lutz        | Tom Gullikson      | 6-2, 6-2, 7-6           |
| 1979                      | Harold Solomon     | Corrado Barazzutti | 6-3, 2-6, 6-3, 6-4      |
| 1980                      | Brian Gottfried    | Adriano Panatta    | 4-6, 6-3, 6-1, 7-6      |
| 1981                      | Mark Vines         | Pascal Portes      | 6-2, 6-4, 6-3           |
| 1982                      | Wojtek Fibak       | Bill Scanlon       | 6-2, 6-2, 6-2           |
| 1983- 1985                | No celebrado       | No celebrado       | No celebrado            |
| 1986                      | Boris Becker       | Sergio Casal       | 6-4, 6-3, 7-6           |
| 1987                      | Tim Mayotte        | Brad Gilbert       | 2-6, 6-3, 7-5, 6-7, 6-3 |
| 1988                      | Amos Mansdorf      | Brad Gilbert       | 6-3, 6-2, 6-3           |
| 1989                      | Boris Becker       | Stefan Edberg      | 6-4, 6-3, 6-3           |
| ↓ ATP Tour Masters 1000 ↓ |                    |                    |                         |
| 1990                      | Stefan Edberg      | Boris Becker       | 3-3, ret.               |
| 1991                      | Guy Forget         | Pete Sampras       | 7-6, 4-6, 5-7, 6-4, 6-4 |
| 1992                      | Boris Becker       | Guy Forget         | 7-6, 6-3, 3-6, 6-3      |
| 1993                      | Goran Ivanišević   | Andrei Medvedev    | 6-4, 6-2, 7-6           |
| 1994                      | Andre Agassi       | Marc Rosset        | 6-3, 6-3, 4-6, 7-5      |
| 1995                      | Pete Sampras       | Boris Becker       | 7-6, 6-4, 6-4           |
| 1996                      | Thomas Enqvist     | Yevgeny Kafelnikov | 6-2, 6-4, 7-5           |
| 1997                      | Pete Sampras       | Jonas Björkman     | 6-3, 4-6, 6-3, 6-1      |
| 1998                      | Greg Rusedski      | Pete Sampras       | 6-4, 7-6, 6-3           |
| 1999                      | Andre Agassi       | Marat Safin        | 7-6, 6-2, 4-6, 6-4      |
| 2000                      | Marat Safin        | Mark Philippoussis | 3-6, 7-6, 6-4, 3-6, 7-6 |
| 2001                      | Sébastien Grosjean | Yevgeny Kafelnikov | 7-6, 6-1, 6-7, 6-4      |
| 2002                      | Marat Safin        | Lleyton Hewitt     | 7-6, 6-0, 6-4           |
| 2003                      | Tim Henman         | Andrei Pavel       | 6-2, 7-6, 7-6           |
| 2004                      | Marat Safin        | Radek Štěpánek     | 6-3, 7-6, 6-3           |
| 2005                      | Tomáš Berdych      | Ivan Ljubičić      | 6-3, 6-4, 3-6, 4-6, 6-4 |
| 2006                      | Nikolay Davydenko  | Dominik Hrbaty     | 6-1, 6-2, 6-2           |
| 2007                      | David Nalbandian   | Rafael Nadal       | 6-4, 6-0                |
| 2008                      | Jo-Wilfried Tsonga | David Nalbandian   | 6-3, 4-6, 6-4           |
| 2009                      | Novak Djokovic     | Gaël Monfils       | 6-2, 5-7, 7-6(3)        |
| 2010                      | Robin Söderling    | Gaël Monfils       | 6-1, 7-6(1)             |
| 2011                      | Roger Federer      | Jo-Wilfried Tsonga | 6-1, 7-6(3)             |
| 2012                      | David Ferrer       | Jerzy Janowicz     | 6-4, 6-3                |
| 2013                      | Novak Djokovic     | David Ferrer       | 7-5, 7-5                |
| 2014                      | Novak Djokovic     | Milos Raonic       | 6-2, 6-3                |
| 2015                      | Novak Djokovic     | Andy Murray        | 6-2, 6-4                |
| 2016                      | Andy Murray        | John Isner         | 6-3, 6-7(4), 6-4        |
| 2017                      | Jack Sock          | Filip Krajinović   | 5-7, 6-4, 6-1           |
| 2018                      | Karen Khachanov    | Novak Djokovic     | 7-5, 6-4                |
| 2019                      | Novak Djokovic     | Denis Shapovalov   | 6-3, 6-4                |
| 2020                      | Daniil Medvédev    | Alexander Zverev   | 5-7, 6-4, 6-1           |
| 2021                      | Novak Djokovic     | Daniil Medvédev    | 4-6, 6-3, 6-3           |
| 2022                      | Holger Rune        | Novak Djokovic     | 3-6, 6-3, 7-5           |
| 2023                      | Novak Djokovic     | Grigor Dimitrov    | 6-4, 6-3                |
| 2024                      | Alexander Zverev   | Ugo Humbert        | 6-2, 6-2                |

### Dobles masculino
| Año                       | Campeones                                | Subcampeones                           | Resultado              |
| ------------------------- | ---------------------------------------- | -------------------------------------- | ---------------------- |
| ↓ Circuito Grand Prix ↓   |                                          |                                        |                        |
| 1972                      | Pierre Barthès François Jauffret         | Andrés Gimeno Juan Gisbert             | 6-7, 6-2, 6-3          |
| 1973                      | Juan Gisbert Ilie Năstase                | Arthur Ashe Roscoe Tanner              | 6-3, 6-4               |
| 1974                      | Patrice Dominguez François Jauffret      | Brian Gottfried Raúl Ramírez           | 7-5, 6-4               |
| 1975                      | Wojtek Fibak Karl Meiler                 | Ilie Năstase Tom Okker                 | 6-3, 9-8               |
| 1976                      | Tom Okker Marty Riessen                  | Fred McNair Sherwood Stewart           | 6-2, 6-2               |
| 1977                      | Brian Gottfried Raúl Ramírez             | Jeff Borowiak Roger Taylor             | 6-2, 6-0               |
| 1978                      | Bruce Manson Andrew Pattison             | Ion Țiriac Guillermo Vilas             | 7-6, 6-2               |
| 1979                      | Jean-Louis Haillet Gilles Moretton       | John Lloyd Tony Lloyd                  | 7-6, 7-6               |
| 1980                      | Paolo Bertolucci Adriano Panatta         | Brian Gottfried Raymond Moore          | 6-4, 6-4               |
| 1981                      | Ilie Năstase Yannick Noah                | Andrew Jarrett Jonathan Smith          | 6-4, 6-4               |
| 1982                      | Brian Gottfried Bruce Manson             | Jay Lapidus Richard Meyer              | 6-4, 6-2               |
| 1983- 1985                | No celebrado                             | No celebrado                           | No celebrado           |
| 1986                      | Peter Fleming John McEnroe               | Mansour Bahrami Diego Pérez            | 6-3, 6-2               |
| 1987                      | Jakob Hlasek Claudio Mezzadri            | Scott Davis David Pate                 | 7-6, 6-2               |
| 1988                      | Paul Annacone John Fitzgerald            | Jim Grabb Christo van Rensburg         | 6-2, 6-2               |
| 1989                      | John Fitzgerald Anders Järryd            | Jakob Hlasek Eric Winogradsky          | 7-6, 6-4               |
| ↓ ATP Tour Masters 1000 ↓ |                                          |                                        |                        |
| 1990                      | Scott Davis David Pate                   | Darren Cahill Mark Kratzmann           | 7-6, 7-6               |
| 1991                      | John Fitzgerald Anders Järryd            | Kelly Jones Rick Leach                 | 7-6, 6-4               |
| 1992                      | John McEnroe Patrick McEnroe             | Patrick Galbraith Danie Visser         | 7-6, 6-3               |
| 1993                      | Byron Black Jonathan Stark               | Tom Nijssen Cyril Suk                  | 7-6, 6-4               |
| 1994                      | Jacco Eltingh Paul Haarhuis              | Byron Black Jonathan Stark             | 6-4, 6-3               |
| 1995                      | Grant Connell Patrick Galbraith          | Jim Grabb Todd Martin                  | 6-3, 7-6               |
| 1996                      | Jacco Eltingh Paul Haarhuis              | Yevgeny Kafelnikov Daniel Vacek        | 6-2, 6-4               |
| 1997                      | Jacco Eltingh Paul Haarhuis              | Rick Leach Jonathan Stark              | 6-2, 6-4               |
| 1998                      | Mahesh Bhupathi Leander Paes             | Jacco Eltingh Paul Haarhuis            | 7-6, 7-6               |
| 1999                      | Sébastien Lareau Alex O'Brien            | Paul Haarhuis Jared Palmer             | 6-1, 6-3               |
| 2000                      | Nicklas Kulti Max Mirnyi                 | Paul Haarhuis Daniel Nestor            | 7-6(6), 7-5            |
| 2001                      | Ellis Ferreira Rick Leach                | Mahesh Bhupathi Leander Paes           | 5-7, 7-6(2), 6-4       |
| 2002                      | Nicolas Escudé Fabrice Santoro           | Gustavo Kuerten Cédric Pioline         | 6-3, 6-3               |
| 2003                      | Wayne Arthurs Paul Hanley                | Michaël Llodra Fabrice Santoro         | 6-3, 1-6, 6-3          |
| 2004                      | Jonas Björkman Todd Woodbridge           | Wayne Black Kevin Ullyett              | 6-3, 6-4               |
| 2005                      | Bob Bryan Mike Bryan                     | Mark Knowles Daniel Nestor             | 6-4, 6-7(3), 6-4       |
| 2006                      | Arnaud Clément Michaël Llodra            | Fabrice Santoro Nenad Zimonjić         | 7-6(4), 6-2            |
| 2007                      | Bob Bryan Mike Bryan                     | Daniel Nestor Nenad Zimonjić           | 6-3, 7-6(3)            |
| 2008                      | Jonas Björkman Kevin Ullyett             | Jeff Coetzee Wesley Moodie             | 6-2, 6-2               |
| 2009                      | Daniel Nestor Nenad Zimonjić             | Marcel Granollers Tommy Robredo        | 6-3, 6-4               |
| 2010                      | Mahesh Bhupathi Max Mirnyi               | Mark Knowles Andy Ram                  | 7-5, 7-5               |
| 2011                      | Rohan Bopanna Aisam-ul-Haq Qureshi       | Julien Benneteau Nicolas Mahut         | 6-2, 6-4               |
| 2012                      | Mahesh Bhupathi Rohan Bopanna            | Aisam-ul-Haq Qureshi Jean-Julien Rojer | 7-6(6), 6-3            |
| 2013                      | Bob Bryan Mike Bryan                     | Alexander Peya Bruno Soares            | 6-3, 6-3               |
| 2014                      | Bob Bryan Mike Bryan                     | Marcin Matkowski Jurgen Melzer         | 7-6(5), 5-7, [10-6]    |
| 2015                      | Ivan Dodig Marcelo Melo                  | Vasek Pospisil Jack Sock               | 2-6, 6-3, [10-5]       |
| 2016                      | Henri Kontinen John Peers                | Pierre-Hugues Herbert Nicolas Mahut    | 6-4, 3-6, [10-6]       |
| 2017                      | Łukasz Kubot Marcelo Melo                | Ivan Dodig Marcel Granollers           | 7-6(3), 3-6, [10-6]    |
| 2018                      | Marcel Granollers Rajeev Ram             | Jean-Julien Rojer Horia Tecău          | 6-4, 6-4               |
| 2019                      | Pierre-Hugues Herbert Nicolas Mahut      | Karén Jachánov Andrey Rublev           | 6-4, 6-1               |
| 2020                      | Félix Auger-Aliassime Hubert Hurkacz     | Mate Pavić Bruno Soares                | 6-7(3), 7-6(7), [10-2] |
| 2021                      | Tim Puetz Michael Venus                  | Pierre-Hugues Herbert Nicolas Mahut    | 6-3, 6-7(4), [11-9]    |
| 2022                      | Wesley Koolhof Neal Skupski              | Ivan Dodig Austin Krajicek             | 7-6(5), 6-4            |
| 2023                      | Santiago González Édouard Roger-Vasselin | Rohan Bopanna Matthew Ebden            | 6-2, 5-7, [10-7]       |
| 2024                      | Wesley Koolhof Nikola Mektić             | Lloyd Glasspool Adam Pavlásek          | 3-6, 6-3, [10-5]       |

## Ganadores múltiples en individuales

### Masculino
| Jugador         | Títulos | Subtítulos | Años campeonatos                         | Años subcampeonatos |
| --------------- | ------- | ---------- | ---------------------------------------- | ------------------- |
| Novak Djokovic  | 7       | 2          | 2009, 2013, 2014, 2015, 2019, 2021, 2023 | 2018, 2022          |
| Boris Becker    | 3       | 2          | 1986, 1989, 1992                         | 1990, 1995          |
| Marat Safin     | 3       | 1          | 2000, 2002, 2004                         | 1999                |
| Pete Sampras    | 2       | 2          | 1995, 1997                               | 1991, 1998          |
| Brian Gottfried | 2       | 1          | 1974, 1980                               | 1977                |
| Andre Agassi    | 2       | -          | 1994, 1999                               |                     |